# Kurt Stollberg
Kurt Stollberg (Lebensdaten unbekannt) war ein deutscher Fußballspieler.

## Karriere
Stollberg gehörte dem Magdeburger FC Viktoria 1896 als Torhüter an, für den er in den vom Verband Magdeburger Ballspiel-Vereine organisierten Meisterschaften von 1903 bis 1905 in der 1. Klasse Punktspiele bestritt.
Während seiner Vereinszugehörigkeit gewann er zweimal die Verbandsmeisterschaft. Bei der ersten setzte er sich mit seiner Mannschaft von sechs teilnehmenden Mannschaften mit neun Siegen und einer Niederlage und mit fünf Punkten vor dem Magdeburger SC von 1895, bei der zweiten gar mit sechs Punkten vor dem Neuling, der zweiten Mannschaft des Magdeburger FC Viktoria 1896,  durch.
Da der VMBV seine Meisterschaften selbst veranstaltete und nicht innerhalb des Verbandes Mitteldeutscher Ballspiel-Vereine, konnte der Magdeburger Meister in den Spielzeiten 1902/03 – 1904/05 direkt an der Endrunde um die Deutsche Meisterschaft teilnehmen.
Somit kam er am 24. April 1904 auf dem Sportplatz Leipzig zu seinem Debüt, das er in der Auftaktveranstaltung gegen den amtierenden Deutschen Meister VfB Leipzig mit einem von ihm unterlaufenen Eigentor in der 65. Minute zum 0:1 unfreiwillig entschied. Bei seinem zweiten und letzten Endrundenspiel am 30. April 1905 scheiterte er in der 2. Ausscheidungsrunde mit 1:2 nach Verlängerung gegen den FuCC Eintracht 1895 Braunschweig auf dem Berliner Germania-Platz, der Spielstätte des BFC Germania 1888.

## Erfolge
- Meister des Verbandes Magdeburger Ballspiel-Vereine 1904, 1905